# Sampantaea
Sampantaea é um género botânico pertencente à família Euphorbiaceae.
Apresenta uma única espécie encontrada na Tailândia e Camboja.

## Espécie
Sampantaea amentiflora Airy Shaw

## Nome e referências
Sampantaea Airy Shaw